# Adam Danch
Adam Danch (* 15. Dezember 1987 in Ruda Śląska, Polen) ist ein polnischer Fußballspieler.

## Karriere

### Verein
Seine Profi-Laufbahn begann Danch 2004 bei Gwarek Zabrze, wo er bis zur Winterpause der Saison  2006/07 im Kader stand. In der Winterpause auf ihn aufmerksam geworden, verpflichtete ihn der Lokalrivale Górnik Zabrze. Am 4. März 2007 (16. Spieltag) gab er sein Debüt in der Ekstraklasa das mit 0:4 im Heimspiel gegen Wisła Krakau verloren ging. Am 5. April 2012 (25. Spieltag), beim 1:0-Sieg im Heimspiel gegen Polonia Warschau, gelang ihm im 135. Ligaspiel sein erstes Ligator. 2017 wechselte er dann weiter zum Ligarivalen Arka Gdynia. Hier traf er bereits nach 21 Partien erstmals für seinen neuen Verein. Zum Jahresbeginn 2022 verließ er den Ostseeverein.

### Nationalmannschaft
Michał Globisz nominierte ihn in den Kader der polnischen U-20-Nationalmannschaft zur Junioren-Weltmeisterschaft 2007 in Kanada, wo er mit seinem Team bis ins Achtelfinale vordrang, das mit 3:1 die Auswahl Argentiniens für sich entschied. Am 14. Dezember 2008 debütierte er unter Leo Beenhakker in der A-Nationalmannschaft, die in einem Freundschaftsspiel gegen Serbien mit 1:0 gewann. Einsatz Nummer zwei folgte dann vier Jahre später am 14. Dezember 2012 beim Freundschaftsspiel im türkischen Antalya gegen Mazedonien (4:1), wo er in der 84. Minute für Artur Jędrzejczyk eingewechselt wurde.